# ジョン・ソコ
ジョン・ソコ（John Soko, 1968年5月5日 - 1993年4月27日）は、ザンビアのサッカー選手。ガボン航空惨事の犠牲となったザンビア代表選手の一人。

## 来歴
クラブではザンビア国内のンカナFCに所属してプレーしていた。
代表ではアフリカネイションズカップで1990年と1992年の2大会に出場している。ワールドカップ予選には1990年大会と1994年大会の2大会に出場し、7試合に出場した。
1993年4月27日、1994年ワールドカップ予選に出場する為セネガルに向かう途中、ガボン航空惨事により事故死した。